# Carabodes chandleri
Carabodes chandleri är en kvalsterart som beskrevs av Robert Gatlin Reeves 1992. Carabodes chandleri ingår i släktet Carabodes och familjen Carabodidae. Inga underarter finns listade.